# Järnvägsgatan, Helsingborg

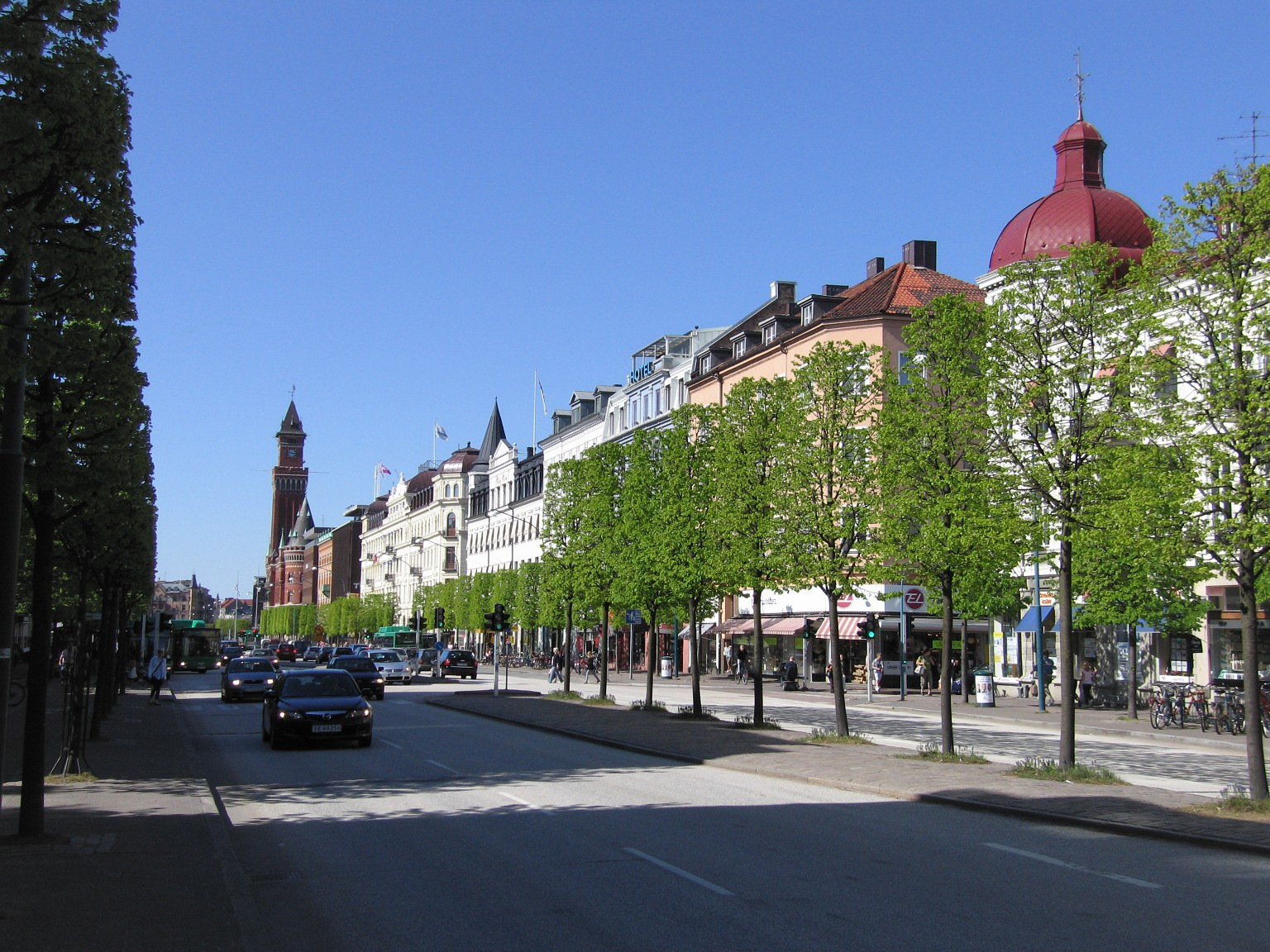
Järnvägsgatans norra del.

Järnvägsgatan är en större gata i centrala Helsingborg. Gatan är en del av en längre boulevard från 1800-talet, som löper längs den västra utkanten av stadens gamla stadskärna. Boulevarden utgörs i norr av Drottninggatan och byter namn till Järnvägsgatan vid Stortorget.

## Sträckning
Järnvägsgatan har sin början vid Stortorget och sträcker sig sedan söderut. Första gatan som anknyter är Norra kyrkogatan från öster, som är belägen i mycket nära anknytning till torget och som därför inte tillåter biltrafik, då detta kan undvaras. Först nästa korsning, Södra kyrkogatan, även den från öster, tillåter biltrafik. Den första anslutningen från väster är infarten till del del av Kungstorget, som är belägen närmast Helsingborgs centralstation, vilken ofta utnyttjas för taxitrafik samt hämtning och avlämning av resenärer. Därefter ansluter gågatan Möllegränden från öster, vilken leder upp till handelsgatan Bruksgatan. Även nästa korsning ansluter från öster i form av Prästgatan, som är tillgänglig för biltrafik. Söder om denna följer en större fyrvägskorsning där Trädgårdsgatan ansluter från öst och på västra sidan finns infarter för stads- och regionbussar till Helsingborgs centralstations södra del, men även möjlighet för privatbilister att nå Helsingborgs centralstations parkeringshus. Efter denna korsning följer endast Bollbrogatan från öst, vilken dock inte anknyter till leden, innan gatan vid Gasverksgatan övergår till Malmöleden.

## Gatubild

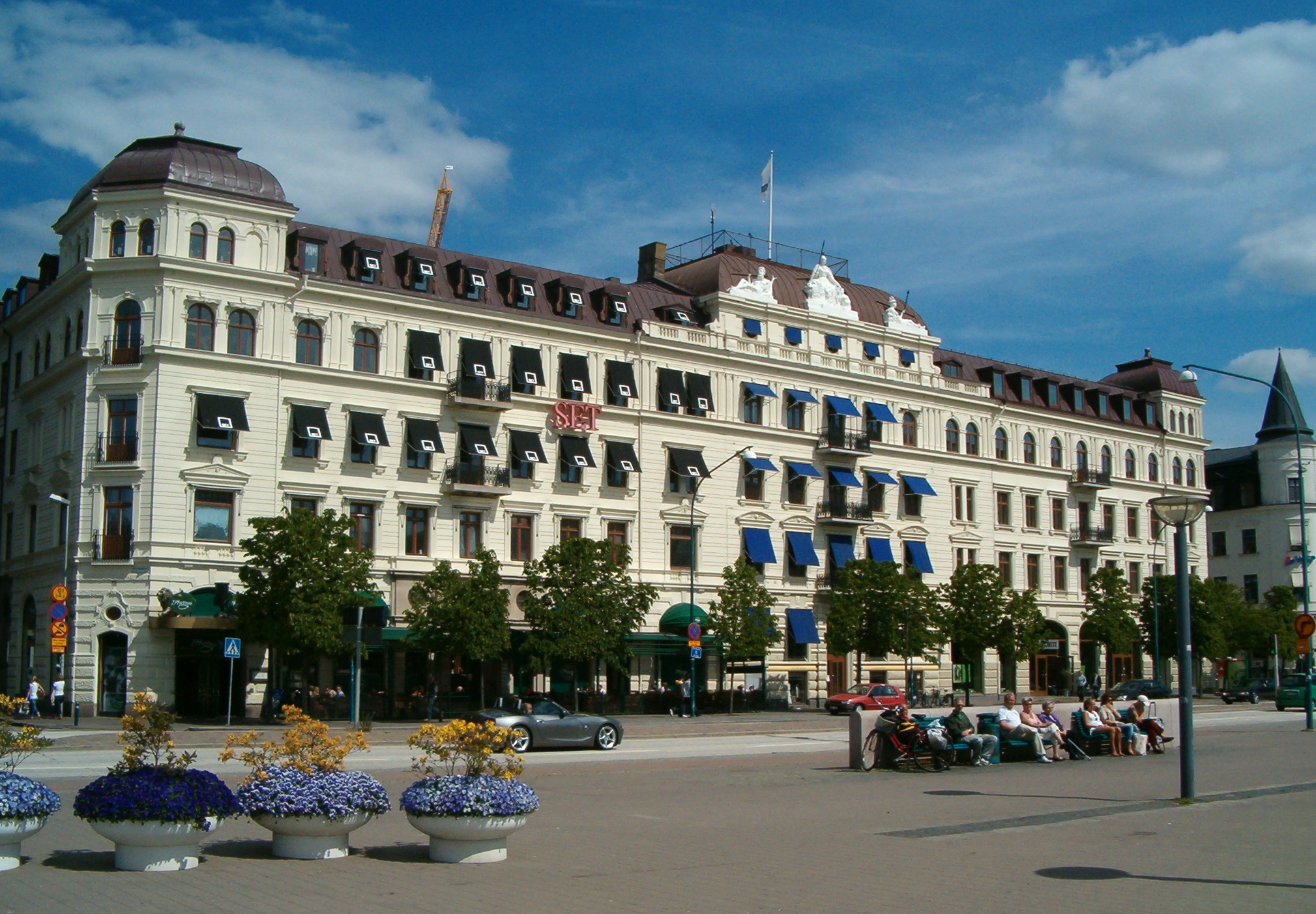
Continentalpalatset vid gatans norra del.

Rumsmässigt kan Järnvägsgatan delas in i tre olika karaktärer längs sin sträckning: en öppen del vid hamnen i norr, ett mer slutet gaturum vid Helsingborgs centralstation och återigen ett mer öppet rum i den södra delen. Vid gatans nordliga del, vid Stortorget, är gaturummet mycket öppet då platsen omges av tre olika torg. I norr löper stråket Stortorget-Hamntorget, som går som utgör en avlång platsbildning från Terrasstrapporna och Konsul Trapps plats i öster till Norra hamnen i väster. I anknytning till denna öppna del av staden invid Inre hamnen ligger Kungstorget på Järnvägsgatans västra sida, mellan Hamntorget och Helsingborgs centralstation. Torget öppnar upp gaturummet i denna del mot hamnen och Öresund, samtidigt som bebyggelsen bakom ger en sammanhängande kuliss bakom. Mot bebyggelsen, på gatans östra sida, står rader av träd som erbjuder grönska i denna del. Sidan vid Kungstorget saknar träd och gatan skärmas endast av från hamnen av en paviljong i norr, och i anknytning till denna ett antal midjehöga murar med bänkar som vetter mot hamnen. 
När gatan börjar närma sig Kungstorgets södra del ökar dock bebyggelsen på västra sidan genom hotellet Marina Plaza, som dock ligger på motsatta sida torget. Hotellet definierar därför inte så skarpt själva gaturummet, utan fungerar mer som en avskärmning till hamnen och skapar därigenom en något större känsla av inneslutenhet vid denna plats. Söder om Kungstorget ligger däremot Helsingborgs centralstation, som längs en stor sträcka ligger längs gatulivet, och därigenom skapar ett mycket mer väldefinierat gaturum i denna del. Här löper också trädraderna längs båda sidor av gatan och mellan Prästgatan och Trädgårdsgatan delas gatan upp av ännu en trädrad på refugen. Efter korsningen ändrar gatan karaktär ännu en gång. Söder om Helsingborgs centralstation öppnar sig gatan i väster upp mot hamnområdet och tillfarten till Scandlines färjor vid Södra hamnen. Efter hand börjar även järnvägsspåret från Helsingborgs centralstation resa sig upp från sin tunnel och påverka gatubilden på denna sida. Gatans östra sida har dock en helt annan karaktär genom Stadsparkens grönska som följer längs gatusträckningen ner till Bollbrogatan, där bebyggelse åter tar vid.
Arkitekturen är längs gatans östra sida mycket sammanhållen och enhetlig. Bebyggelsen utgör en del av en sammanhängande ring av storskaliga byggnader från 1800-talets slut längs stråket S:t Jörgens plats, Drottninggatan, Järnvägsgatan och Trädgårdsgatan, som innesluter den mer småskaliga arkitekturen i Helsingborgs gamla stadskärna. Även senare tillägg från 1960- och 70-talen i kvarteret Högvakten och kvarteret Telegrafen ansluter till storskaligheten. Ett dominerande inslag i stadsbilden är här Continentalpalatset, som omfattar hela kvarteret Svea. Byggnadskomplexet med Helsingborgs centralstation och Marina Plaza från 1991 i postmodern stil sträcker sig nästan 200 meter längs gatan och dominerar gatubilden söder om Kungstorget. Fasaderna är varierade, men ändå mycket lika genom liknande fasadbehandling och material. Bebyggelsen i kvarteret Kalifornien söder om Bollbrogatan i gatans sydligaste del domineras av två byggen i vardera ände av kvarteret från tidigt 1970-tal i brunt helsingborgstegel. Mellan dessa finns inklämd en byggnad från 1888, vars fasad dock är kraftigt ombyggd och förenklad.

## Historia
Området som Järnvägsgatan är utlagd på består av utfyllnadsmark i Öresund. Vattenståndet stod förr mycket högre och vid 1000-talet låg platsen under vatten, då strandlinjen gick strax väster om Kullagatan och Bruksgatan. Vid denna tid var den enda bebyggelsen i området ett antal provisoriska fisketorp som byggdes upp under fiskesäsongerna och stadsbebyggelsen var istället lokaliserad uppe på landborgen. Strandlinjen drog sig dock tillbaka och under medeltiden började en allt större del av bebyggelsen placeras på strandterrassen. Vid denna tid löpte en brygga ut i sundet ungefär vid Södra Kyrkogatan. Under 1600-talet utfördes ett stort befästningsarbete i staden, där kusten beskyddades med hjälp av en hög stenmur. I början av 1800-talet byggdes området ut en aning genom byggandet av en hamnbassäng som ersatte den gamla bryggan. 
Första gången planerna på en paradgata vid havet lades fram var i stadsplanen från 1859 av Georg Gustafsson och med den följde en reglering av den gamla strandlinjen, som då gick väster om Norra och Södra Strandgatorna. Helsingborgs stad beslutade år 1860 att bygga en bibana till Södra Stambanan, vilken skulle dras in till staden söderifrån till en centralstation på Järnvägsgatans västra sida. Det är också själva järnvägen som gett gatan dess namn. I samband med byggandet av järnvägen beslutade man även att bygga ut hamnen genom Södra hamnen och med allt detta följde ett flertal utfyllningar i Öresund. I och med utfyllningarna och uppförandet av Järnvägsgatan kunde ett flertal nya tomter läggas ut längs den nya boulevarden. Centralstationen invigdes, tillsammans med järnvägslinjen, av kung Karl XV den 31 juli 1865. Sommaren 1867 stod även Södra hamnen klar. Från Centralstationen lades Trädgårdsgatan ut och söder om denna lades 1873 Krookska planteringen ut, nu mer känd som Stadsparken. År 1879 var alla tomter vid Järnvägsgatans östra sida sånär som på en bebyggda. De uppförda husen bestod till största delen av flerbostadshus med verksamheter i bottenvåningarna. Bland de mest dominerande byggnaderna som uppfördes fanns Högvaktenhuset, även kallat Centralpalatset, i kvarteret Högvakten (1886–87), Continentalpalatset i kvarteret Svea (1868–83) och söder därom Hotel D'Anglaterre i kvarteret Göta (1873–75). 

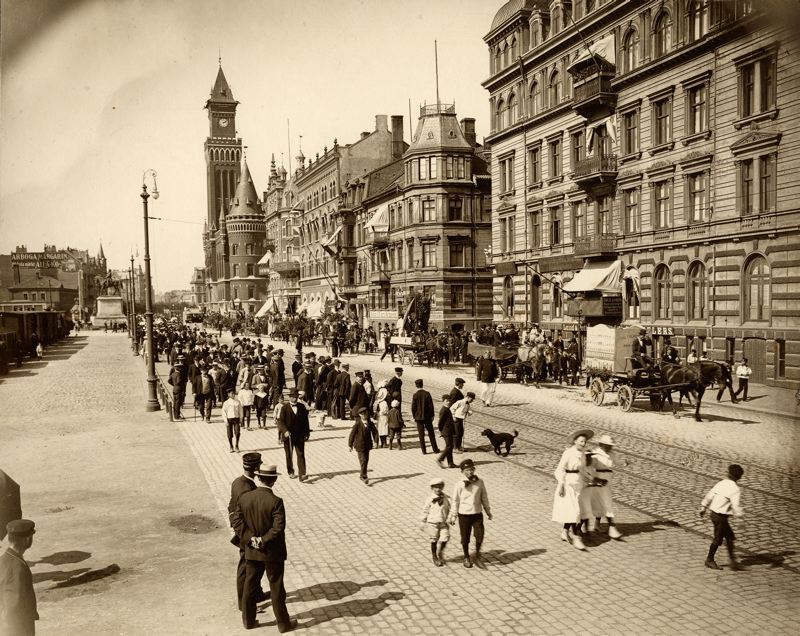
Hästparad längs Järnvägsgatan i början av 1900-talet.

Vid Järnvägsgatans västra sida drogs i slutet av 1870-talet en järnvägsräls längs Inre hamnen, där numera Kungstorget ligger, för att anknyta till Västkustbanan. Denna del blev därför starkt påverkad av järnvägen under en lång tid och det så kallade "bangårdseländet" skapades. Redan år 1900 kom ett förslag till att lösa problemet genom att dra den norrgående järnvägen i en båge runt centrum och i en stadsplanetävling från 1905 föreslogs att en ny järnvägsstation skulle byggas vid stadsdelen Olympia på landborgen. Inga av dessa planer förverkligades dock. Den 10 juni 1903 invigdes spårvagnssystemet i Helsingborg, vars två linjer båda löpte längs Järnvägsgatan fram till Trädgårdsgatans där de svängde av mot ost. Då bebyggelsen vid gatans östra sida i stort sett var fullt utbyggd skedde inga större utbyggnader vid denna tid, medan den västra mest bestod av magasin och andra byggnader i anknytning till järnvägen och hamnen. En nybyggnad skedde 1917–18 då AB Anton Hofvendal uppförde en stram nationalromantisk byggnad i kvarteret Kalifornien söder om Stadsparken.
Under modernismen skedde en del förändringar av stadsbilden kring Järnvägsgatan. Ett av de största ingreppen var rivandet av Högvaktenhuset, som ersattes av SEB:s bankbyggnad, uppförd 1967–68. Söder om detta revs nästan hela kvarteret Telegrafen, förutom gamla Sparbankshuset, för att uppföra ännu en bankbyggnad åt just Sparbanken, färdigställd 1974. Även kvarteret Kalifornien sanerades hårt, där bland annat AB Anton Hofvendals byggnad revs och ersattes med Skattehuset (1973) och i kvarterets södra ände uppfördes en byggnad som bland annat hyste tingsrätten (1970–72). Det projekt som utan tvivel haft störst påverkan på gatan är dock Knutpunktenprojektet runt 1990. Projektet innebar en nergrävning av det norrgående spåret, vilket därigenom öppnade upp gatans norra delar mot hamnen, men däremot revs den gamla Centralstationen för att ge plats åt den nya. Tidigare hade Järnvägsgatans sammanhållna paradbebyggelse varit stadens front mot havet, med denna ersattes nu av Helsingborgs centralstations baksida.

## Gatuliv
Genom sin placering i Helsingborgs absoluta centrum, samt det faktum att den är i förbindelse med stadens resecentrum, har Järnvägsgatan, åtminstone i sin norra del, ett rikt gatuliv. Gatan är dock tungt trafikerad och utanför, liksom inuti, Helsingborgs centralstation avgår flera av stadens stads- och regionbussar. Tung trafik från färjorna som ska till E4:an dirigeras om längs Malmöleden för att undvika att dessa passerar genom centrum. Dock händer det att så fortfarande är fallet.
Vid Inre hamnen finns under sommaren ett rikt krogliv i form av restaurangerna Hamnkrogen och Kungstrappan, samt restaurangbåten S/S Svea. Kungstorget är också periodvis plats för olika arrangemang. Helsingborgsfestivalen utspelar sig bland annat i anknytning till både Kungstorget och Järnvägsgatan. Vid gatans östra sida finns ett varierat utbud av verksamheter, bland annat butiker, restauranger, hotell och banker. Restaurangen Harry's är dessutom placerad i en tidigare bankbyggnad i Continentalpalatset. Helsingborgs centralstations bottenvåning längs en del av gatans västra sida erbjöd ursprungligen inte mycket plats för verksamheter, men genom ombyggnader har man försökt förbättra dessa möjligheter. I byggnadskomplexets norra ände finns en Pressbyrån och en bar. Längre söderut ett gatukök och en blomsterbutik och i den sydligaste byggnaden finns ingång stadsbyggnadskontoret. Söder om korsningen vid Trädgårdsgatan får gatan mer en karaktär av stadsmotorväg och därför är gatulivet här inte särskilt rikt.